# Anterior pronoto-laterocervical muscle
Anterior pronoto-laterocervical muscle, mięsień t1a-cv – mięsień tułowia i szyi owadów.
Mięsień stwierdzony u błonkówek. Wchodzi w skład grupy mięśni pronoto-laterocervical muscle. Bierze swój początek na przedpleczu, na bok od miejsca początkowego dla pronoto-postoccipital muscle i zaczepia się na apodemie szyjnej (ang. cervical apodeme).